# Jean-Marc Bloch
Pour les articles homonymes, voir Bloch.
Jean-Marc Bloch, né le 30 août 1946 dans le 12e arrondissement de Paris, est contrôleur général honoraire de la Police nationale et directeur de la société JMB consultant. Il coprésente à la télévision avec Arnaud Poivre d'Arvor l'émission Non élucidé diffusée sur France 2 (2008-2015) et RMC Story à partir de 2019.

## Biographie
Titulaire d'une maîtrise de droit public obtenue à la faculté de droit de Paris, il est entré dans la Police nationale en 1970 comme officier de police adjoint.[réf. souhaitée]
Reçu au concours de commissaire de police en 1975, il est nommé en 1984 commissaire principal (grade supprimé lors de la réforme des carrières de la police en 2005), commissaire divisionnaire en 1991 et contrôleur général en 2000.[réf. souhaitée]
Il a terminé sa carrière comme chargé de mission au cabinet des audits de l'Inspection générale de la police nationale en 2007.[réf. souhaitée]
Il a effectué l'essentiel de sa carrière à la police judiciaire et été notamment l'adjoint du commissaire Robert Broussard à la Brigade de recherche et d'intervention (BRI), qu'il a lui-même dirigée de 1989 à 1996.[réf. souhaitée]
Il a été également chef d'état-major de la direction de la police judiciaire au 36, quai des Orfèvres, puis directeur de la direction régionale de la police judiciaire à Versailles entre 1999 et 2003.
Il fut également vice-consultant au ministère de la justice pour le pôle Police scientifique, de 2007 à 2012.  
C'est à ce poste qu'il a dirigé les débuts de l'enquête diligentée après la disparition d'Estelle Mouzin le 9 janvier 2003 à Guermantes (77).
En 2022, il participe aux Estiennales organisées par l’école Estienne au cours d’une conférence qui porte sur la police judiciaire.
Il réside à Pornic (Loire-Atlantique) où il a créé le festival "22 v’là le polar" dont Sandrine Bonnaire est la marraine.

## Publications
- Des deux côtés du miroir : itinéraire d'un flic pas comme les autres, avec la collaboration de Rémi Champseix, Paris, Le Cherche Midi, collection « Documents », 2015, 234 p.  (ISBN 978-2-7491-4125-1)
- Dictionnaire insolite de la police de A à Z, Paris, Cosmopole, 2008, 209 p.  (ISBN 978-2-84630-041-4)
- Teknival Sanglant. L'affaire Mathilde Croguennec, 2019, 144 p avec la collaboration de Rémi Champseix - Edition Pocket
- Le Mystère du pâtissier exécuté  - L'affaire Christophe Belle, 2019, 144 p. avec la collaboration de Rémi Champseix - Edition Pocket
- La clé de l'énigme - L'affaire Farid Ouzzane, 2019, 144 p. avec la collaboration de Rémi Champseix - Edition Pocket
- L'affaire Marina Ciampi, 01/07/2021 avec la collaboration de Rémi Champseix - Edition Pocket
- Une femme a disparu - L'affaire Anne Barbot, 2021, 144 p. avec la collaboration de Rémi Champseix - Edition Pocket
- L'escort girl et le retraité - L'affaire Jean-Jacques Lepage, 2021, 144 p. avec la collaboration de Rémi Champseix - Edition Pocket